# 5274 Degewij
5274 Degewij è un asteroide della fascia principale. Scoperto nel 1985, presenta un'orbita caratterizzata da un semiasse maggiore pari a 2,6719997 UA e da un'eccentricità di 0,1421613, inclinata di 11,60281° rispetto all'eclittica.